# 任肇坤
任肇坤（？—？），山西介休人，是一名清朝政治人物。举人出身。
任肇坤曾于1657年接替娄维嵩任青浦县知县一职，1658年由王有仁接任。